# 2016-os Formula–E Long Beach nagydíj
A 2016-os Long Beach nagydíjat április 2-án rendezték. A pole-pozíciót Sam Bird szerezte meg miután António Félix da Costát diszkvalifikálták. A futamot Lucas di Grassi nyerte meg.

## Időmérő
| Poz.    | #  | Versenyző              | Csapat           | Idő        | Superpole |
| ------- | -- | ---------------------- | ---------------- | ---------- | --------- |
| Kiz↑ 1: | 55 | António Félix da Costa | Team Aguri       | 57,079     | 57,198    |
| 2       | 2  | Sam Bird               | DS Virgin Racing | 56,821     | 57,261    |
| 3       | 11 | Lucas di Grassi        | Audi Sport Abt   | 57,131     | 57,270    |
| 4       | 4  | Stéphane Sarrazin      | Venturi          | 57,136     | 57,412    |
| 5       | 23 | Nick Heidfeld          | Mahindra Racing  | 57,129     | 57,825    |
| 6       | 27 | Robin Frijns           | Amlin Andretti   | 57,145     |           |
| 7       | 66 | Daniel Abt             | Audi Sport Abt   | 57,151     |           |
| 8       | 9  | Sébastien Buemi        | e.dams Renault   | 57,189     |           |
| 9       | 8  | Nicolas Prost          | e.dams Renault   | 57,284     |           |
| 10      | 7  | Jérôme d’Ambrosio      | Dragon Racing    | 57,288     |           |
| 11      | 21 | Bruno Senna            | Mahindra Racing  | 57,383     |           |
| 12      | 25 | Jean-Éric Vergne       | DS Virgin Racing | 57,496     |           |
| 13      | 28 | Simona de Silvestro    | Amlin Andretti   | 57,696     |           |
| 14      | 88 | Oliver Turvey          | NEXTEV TCR       | 57,952     |           |
| 15      | 1  | Nelson Piquet, Jr.     | NEXTEV TCR       | 58,015     |           |
| 16      | 12 | Mike Conway            | Venturi          | 58,144     |           |
| 17      | 77 | Salvador Durán         | Team Aguri       | 58,417     |           |
| 18      | 6  | Loïc Duval             | Dragon Racing    | Idő nélkül |           |

Megjegyzések:
- ↑ 1:  António Félix da Costát végül kizárták az időmérőről, mivel abroncsai nyomása a Michelin által megengedett érték alatt volt.

## Futam

### Fanboost
Az alábbi versenyzők használhatták a Fanboost-ot.
|    | #  | Versenyző         | Csapat          |
| -- | -- | ----------------- | --------------- |
| 1. | 7  | Jérôme d’Ambrosio | Dragon Racing   |
| 2. | 11 | Lucas di Grassi   | Audi Sport Abt  |
| 3. | 23 | Nick Heidfeld     | Mahindra Racing |

### Futam
| Helyezés | Rajtszám | Versenyző              | Csapat           | Kör | Idő/Kiesés oka | Rajthely | Pont |
| -------- | -------- | ---------------------- | ---------------- | --- | -------------- | -------- | ---- |
| 1        | 11       | Lucas di Grassi        | Audi Sport Abt   | 41  | 45:11,582      | 2        | 25   |
| 2        | 4        | Stéphane Sarrazin      | Venturi          | 41  | +0,787         | 3        | 18   |
| 3        | 66       | Daniel Abt             | Audi Sport Abt   | 41  | +1,685         | 6        | 17*  |
| 4        | 23       | Nick Heidfeld          | Mahindra Racing  | 41  | +2,343         | 4        | 12   |
| 5        | 21       | Bruno Senna            | Mahindra Racing  | 41  | +4,968         | 10       | 10   |
| 6        | 2        | Sam Bird               | DS Virgin Racing | 41  | +5,229         | 1        | 11*  |
| 7        | 7        | Jérôme d’Ambrosio      | Dragon Racing    | 41  | +6,735         | 9        | 6    |
| 8        | 6        | Loïc Duval             | Dragon Racing    | 41  | +8,057         | 17       | 4    |
| 9        | 28       | Simona de Silvestro    | Amlin Andretti   | 41  | +10,505        | 12       | 2    |
| 10       | 12       | Mike Conway            | Venturi          | 41  | +10,900        | 15       | 1    |
| 11       | 8        | Nicolas Prost          | e.dams Renault   | 41  | +11,205        | 8        |      |
| 12       | 88       | Oliver Turvey          | NEXTEV TCR       | 41  | +17,417        | 13       |      |
| 13       | 25       | Jean-Éric Vergne       | DS Virgin Racing | 40  | +1 kör         | 11       |      |
| 14       | 77       | Salvador Durán         | Team Aguri       | 40  | +1 kör         | 16       |      |
| 15       | 27       | Robin Frijns           | Amlin Andretti   | 40  | +1 kör         | 5        |      |
| 16       | 9        | Sébastien Buemi        | e.dams Renault   | 38  | +3 kör         | 7        | 2*   |
| Ki       | 55       | António Félix da Costa | Team Aguri       | 33  | Erőforrás      | 18       |      |
| Ki       | 1        | Nelson Piquet, Jr.     | NEXTEV TCR       | 32  | Baleset        | 14       |      |

Jegyzetek:
- 3 pont a Pole-pozícióért.
- 2 pont a futamon futott leggyorsabb körért.

## A világbajnokság élmezőnyének állása a verseny után
(Teljes táblázat)
| H  | Versenyzők        | Pont | H  | Konstruktőrök    | Pont |
| -- | ----------------- | ---- | -- | ---------------- | ---- |
| 1. | Lucas di Grassi   | 101  | 1. | e.dams Renault   | 138  |
| 2. | Sébastien Buemi   | 100  | 2. | Audi Sport Abt   | 132  |
| 3. | Sam Bird          | 71   | 3. | Dragon Racing    | 112  |
| 4. | Jérôme d’Ambrosio | 64   | 4. | DS Virgin Racing | 77   |
| 5. | Stéphane Sarrazin | 48   | 5. | Mahindra Racing  | 61   |

- Jegyzet: Csak az első 5 helyezett van feltüntetve mindkét táblázatban.